# Gare du Cheylas - La Buissière
La gare du Cheylas - La Buissière est une ancienne gare ferroviaire française de la ligne de Grenoble à Montmélian, située sur le territoire de la commune française du Cheylas, dans le département de l'Isère, en région Auvergne-Rhône-Alpes. Elle est actuellement désaffectée depuis plusieurs années tandis que les quais ont été démolis. Seul subsiste le bâtiment voyageurs.

## Situation ferroviaire
Établie à 249 mètres d'altitude, la gare du Cheylas - La Buissière est située au point kilométrique 36,673 de la ligne de Grenoble à Montmélian, entre les gares ouvertes de Goncelin et de Pontcharra-sur-Bréda - Allevard.
La gare était anciennement dotée de deux quais latéraux entourant les deux voies de circulation.

## Histoire
La mise en service de la gare du Cheylas - La Buissière intervient le 15 septembre 1864, en même temps que celle de la ligne de Grenoble à Montmélian, sur laquelle elle est implantée, par la Compagnie des chemins de fer de Paris à Lyon et à la Méditerranée. Dans un premier temps à voie unique, la seconde voie est mise en service le 1er octobre 1979.
Juste à côté de la gare se trouve un embranchement menant sur une voie de 1 030 mètres de long, initialement à double écartement (voie normale et écartement de 1,10 mètre, permettant le transbordement des wagons de marchandises jusqu'au pied d'un plan incliné reliant Le Cheylas au lieu-dit de Marabet où un second chemin de fer permettait de rejoindre la commune d'Allevard. Le plan incliné a été mis en service en 1879 tandis que le chemin de fer vers Allevard a été ouvert le 19 avril 1880,.
En 1938, la nationalisation du réseau ferré français au sein de la Société nationale des chemins de fer français (SNCF) entraîne le transfert de la gare à cette dernière.
Elle est fermée au trafic voyageurs depuis le 29 septembre 1996 et n'assure plus la vente de billets SNCF. 
En 2021, le groupe Alstom-Bombardier a décidé de réutiliser l'ancien site de l'entreprise Ascometal situé proche de la gare du Cheylas - La Buissière, abandonné en 2015, pour y implanter une usine de maintenance et rénovation de trains, tramways et métros,,.